# Nhật Tiến (nhà văn)
Nhật Tiến (1936 – 2020), tên thật là Bùi Nhật Tiến, là một nhà văn Việt Nam lưu vong.

## Thân thế và sự nghiệp
Ông sinh ngày 24 tháng 8 năm 1936 tại Hà Nội trong một gia đình trung lưu, có bảy người con (sau có hai người theo nghiệp văn là Nhật Tiến và Nhật Tuấn). Thuở nhỏ, ông học trường Hàng Vôi, rồi học trung học tại trường Chu Văn An (Hà Nội).
Ông bắt đầu sáng tác từ những năm 50 của thế kỷ XX, cả thơ lẫn truyện, sau chép chung vào một tập mang tên là Những bước tiên của tôi (đã thất truyền). 
Năm 1951, truyện ngắn "Chiến nhẫn mặt ngọc" của ông được đăng trên tờ Giang sơn. Đây là tác phẩm đầu tiên của ông được đăng trên báo.
Sau 1951, khi nhà văn Nhất Linh ra tạp chí Văn hóa ngày nay thì ông được mời đến cộng tác ngay từ số đầu.

### Di cư vào nam
Năm 1954, ông di cư vào Nam, ban đầu sống tại Đà Lạt, chuyên viết kịch cho Đài phát thanh Ngự lâm quân, rồi về Sài Gòn dạy lý hóa cho các trường tư. Hoạt động của ông trong thời gian này là viết kịch cho Đài phát thanh VTVN sau đó về Sài Gòn dạy học tại các trường tư thục.
Năm 1953, ông sáng tác nhiều hơn, phần lớn là kịch, đăng trên các báo Cải tạo, Thời tập, Chánh đạo...
Năm 1959 - 1975, ông làm Chủ biên nhà xuất bản Huyền Trân, và làm Chủ bút tuần báo Thiếu nhi (1971-1975) do nhà sách Khai Trí xuất bản. Ông cũng là giảng viên tại Trung tâm Huấn luyện Cán bộ Chiến tranh chính trị thuộc Tổng cục Chiến tranh Chính trị của Việt Nam Cộng hòa. Nhà văn Nhật Tiến còn giữ phó chủ tịch của Trung tâm Văn bút Việt Nam từ 1963 đến 1975 và năm 1974 được chọn làm thành viên của Hội đồng Văn hoá Giáo dục Việt Nam Cộng Hoà.
Ngoài ra, ông còn từng là cây viết đều đặn cho các báo Tân phong, Văn, Bách khoa, Văn học, Đông phương...
Năm 1975, ông tiếp tục dạy lý hóa ở trường Hưng Đạo cho tới năm 1979, thì vượt biển qua Thái Lan tỵ nạn rồi định cư tại California (Hoa Kỳ) từ năm 1980.

### Hải ngoại
Sau khi đến Mỹ định cư ông cùng hai người bạn là vợ chồng ký giả Dương Phục và Vũ Thanh Thủy viết tập sách tài liệu "Hải tặc trong Vịnh Thái Lan", xuất bản năm 1981 và được phổ biến rộng rãi. Nhà văn Nhật Tiến đã hợp tác với Ủy ban Báo nguy giúp Người vượt biển trong những vận động bảo vệ thuyền nhân tị nạn. Ông đã đi nhiều nơi, đến nhiều đại học để nói chuyện về thảm trạng vượt biển của người Việt Nam.
Ngoài viết văn, ông theo học ngành điện toán, rồi làm chuyên viên sửa máy vi điện toán. Ông còn giữ chức vụ ủy viên báo chí Hội cựu Giáo chức Việt Nam Hải ngoại, 1982-1985 và chủ tịch Ban chấp hành Lâm thời Văn bút Việt Nam Hải ngoại, Nam California 1988.
Năm 1998, ông nghỉ hưu và sống ở thành phố Santa Ana, Quận Cam. Nhà văn Nhật Tiến từ trần ngày 14 tháng 9 năm 2020 (tức 27 tháng 7 năm Canh Tý) tại thành phố Irvine, California, thượng thọ 84 tuổi. Vợ ông là Đỗ Phương Khanh, cũng là một nhà văn, nhà báo mất 3 tuần lễ trước đó.

## Gia đình
Ông có người em là nhà văn Bùi Nhật Tuấn. Bùi Nhật Tuấn sinh năm 1942 tại Hà Nội . Nhưng khác với ông, Nhật Tuấn ở lại miền bắc và là nhà văn nổi tiếng của Việt Nam Dân chủ Cộng hòa. Đây là trường hợp 2 anh em đứng ở 2 chiến tuyến khác nhau. Về sau 2 người có viết chung tác phẩm "Quê nhà Quê người" xuất bản năm 1994 bởi Nhà Xuất bản Văn học Hà Nội . Tác phẩm bị nhiều người ở hải ngoại cho là thỏa hiệp với chính quyền Cộng hòa Xã hội Chủ nghĩa Việt Nam và cổ súy cho sự hòa giải "không có thật" .
Vợ ông là nhà văn Đỗ Phương Khanh, mất trước ông 3 tuần cũng tại thành phố Irvine, Nam California, Hoa Kỳ.

## Tác phẩm
Theo thống kê chưa đầy đủ, số tác phẩm của Nhật Tiến đã in, gồm:

### Truyện dài
- Những người áo trắng (Huyền Trân, 1959)
- Những vì sao lạc (Phượng giang, 1960)
- Thềm hoang (Đời nay, 1961 - Giải thưởng Văn chương Toàn quốc 1962)
- Mây hoàng hôn (Phượng giang, 1962)
- Người kéo màn (tiểu thuyết kịch, Huyền Trân, 1962)
- Ánh sáng công viên (?, 1963)
- Chuyện Bé Phượng (Đông phương, 1964)
- Giấc ngủ chập chờn (Đông phương, 1967)
- Vách đá cheo leo (Đông phương, 1965)

### Tập truyện ngắn
- Giọt lệ đen (Huyền Trân, 1968)
- Tặng phẩm của dòng sông (Huyền Trân, 1972)
- Tiếng kèn (Văn học, Hoa Kỳ, 1982)
- Một thời đã qua (tủ sách Cành Nam, 1985)
- Cánh cửa (Thời văn, California, 1990)
- Quê nhà Quê người (viết chung với Nhật Tuấn. Nhà xuất bản Văn học, Hà Nội, 1994)

### Truyện thiếu nhi
- Đóa hồng gai (Tuổi hoa, Sài Gòn, 1970)
- Lá chúc thư (Huyền Trân, 1971)
- Đường lên núi Thiên Mã (Huyền Trân, 1972)

### Các thể loại khác
- Chim hót trong lồng (nhật ký, Huyền Trân, 1966)
- Tay ngọc (bút ký, Huyền trân, 1973)
- Thuở mơ làm văn sĩ (Huyền trân, 1973)
- Thân phận dư thừa (dịch The Unwanted của Kiên Nguyễn, Viet Tide LLC, 2002)...[5]

Năm 2012, nhà văn Nhật Tiến vừa hoàn tất 3 tác phẩm mang tên Hành Trình Chữ Nghĩa, phác họa lại một chặng đường văn học của mình với những thời điểm lồng trong đời sống lịch sử dân tộc Việt.

## Nhận xét
Nhận xét khái quát về ông, nhà phê bình văn học Nguyễn Mạnh Trinh đã viết: 
"Có rất nhiều chân dung nhà văn Nhật Tiến: nhà văn của tuổi thơ bất hạnh, nhà văn của hiện thực xã hôi, nhà văn của lưu lạc xứ người, mà mẫu chân dung nào cũng đều có nhiều cá tính văn chương và trong mỗi dòng chữ, mỗi ý tưởng đếu có những thông điệp trao gửi theo"...